# Evgueni Bogdanovitch
Evgueni Bogdanovitch (en russe : Евгений Васильевич Богданович) né le 26 février 1829 (10 mars dans le calendrier grégorien) et mort le 14 septembre 1914 à Yalta dans l'Empire russe est un général d'infanterie, écrivain russe. Son nom Bogdanovich a été donné en 1885 à la gare ferroviaire de la ville de Bogdanovitch dans l'oblast de Sverdlovsk sur la ligne du Transsibérien au kilomètre 1913 au départ de Moscou dans l'Oblast de Sverdlovsk, entre Iekaterinbourg et Tioumen. Ceci en l'honneur de l'obstination dont Bogdanovitch a fait preuve pour imaginer et promouvoir la construction du Transsibérien.      

## Biographie
Par son père, il appartient à une vieille famille noble du Gouvernement de Kherson, les Bogdanovitch ; par sa mère il descend d'une famille d'ingénieurs français les Albrand, établis dans les nouvelles possessions russes de la Mer Noire.
Evgueni Bogdanovitch est diplômé du Corps des cadets de la Marine. Il commence à servir dans la flotte de la Mer Noire : en qualité d'aspirant (1843), puis d'enseigne (1846). En 1851, il abandonne la marine et est nommé adjudant près du Gouvernement général de Nouvelle Russie et de Bessarabie.

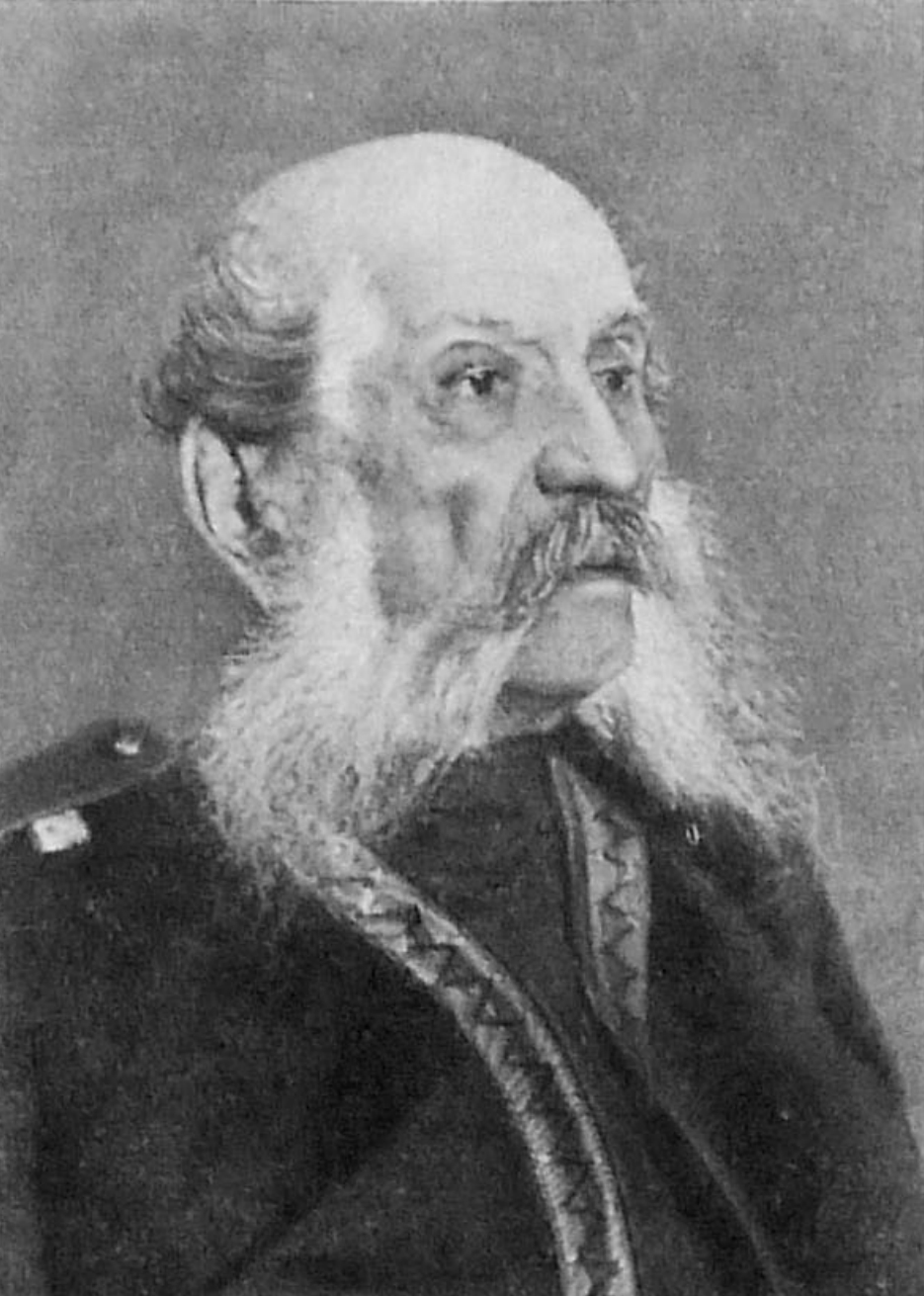
E Bogdanovitch, 1912

En 1861, Bogdanovitch accède au grade de colonel au Ministère de l'intérieur. Durant son service, il apporte une contribution significative à l'organisation des brigades de pompiers dans toute la Russie. Le feu était un fléau séculaire de la Russie et de ses cités de bois. Depuis 1861, à la suggestion du ministre Piotr Valouïev, Bogdanovitch tente tant bien que mal de moderniser le secteur dont il a la charge et met en place des formules primitives d'assurances incendie. Il fonde également une école de pompier et organise des brigades publiques pour la lutte contre les incendies. En 1866 il est chargé d'aller enquêter dans les régions de Viatka et du Gouvernement de Perm à propos des mauvaises récoltes et des famines qui en résultent. Après examen, il conclut que la construction d'un chemin de fer dans ces régions serait un instrument de prévention fiable de la famine dans le kraï de l'Oural. Ce chemin de fer relierait les provinces de l'intérieur de la Russie européenne à Ekaterinbourg et plus loin à Tioumen. Cette ligne prolongée par la suite à travers la Sibérie jusqu'à la frontière chinoise aurait, selon le rapport de Bogdanovitch, une importance stratégique dans le commerce international. Bogdanovitch devient ainsi un des géniteurs du futur Transsibérien. Il reçoit les fonds nécessaires au Projet de chemin de fer Sibérie-Oural en 1868, et de 1868 à 1869 il organise les recherches et enquêtes nécessaires à la construction de la ligne Kazan-Ekaterinbourg-Tioumen. En novembre 1867, il devient citoyen d'honneur de Tioumen ; beaucoup d'habitants des villes appelées à devenir des stations sur le trajet projeté le nomment également citoyen d'honneur : Iekaterinbourg, Kamychlov, Sarapoul. Bien que l'itinéraire du Transsibérien passera finalement plus au sud que ce qu'il a avait projeté par Bogdanovitch, la voie Ekaterinbourg - Tioumen fonctionne dès 1886.
L'envergure du projet de traversée de la Sibérie par le train étonne et laisse les Anglais sceptiques du fait de l'investissement nécessaire. Mais Bogdanovitch a des soutiens. L'Oural connaît un remarquable essor minier et de puissantes familles intéressées imaginent déjà un chemin de fer leur permettant d'acheminer les nouvelles technologies de forage et d'extraction utilisées en Grande Bretagne, en Belgique, en France et en Allemagne. Elles voient en lui le relais idéal pour défendre au cœur de l'administration impériale le projet qui servirait leurs intérêts. C'est sous l'impulsion du ministère des transports puis des finances Sergueï Witte que le projet du Transsibérien  sera réalisé.   
En 1887 il tombe en disgrâce auprès d' Alexandre III et est relevé de ses fonctions. Toutefois, il revient bientôt en grâce et le 28 mars 1888, il est nommé conseiller secret dans la table des rangs et membre du conseil du ministre de l'intérieur.
Evgueni Bogdanovitch est mort à Yalta et a été inhumé au cimetière Nicolas du Monastère Saint-Alexandre-Nevski à Saint-Pétersbourg. Sa tombe n'a pas été conservée jusqu'à aujourd'hui. Au début du XXIe siècle, grâce au fond Renaissance de l'héritage culturel un monument commémoratif en granit a été édifié au Cimetière Saint-Nicolas qui est dédié à Bogdanovitch.

## Opinions monarchistes de Bogdanovitch
Le clan des Bogdanovitch était élevé dans le culte de Dieu et du tsar. Evgueni professait un monarchisme militant qui le conduira plus tard dans les cercles des Cent-Noirs. Son domicile situé place Saint-Isaak à Saint-Pétersbourg était le lieu de rendez-vous de magistrats et de fonctionnaires conservateurs. Profondément religieux, Bogdanovitch est nommé starost de la Cathédrale Saint-Isaac de Saint-Pétersbourg en 1878.
Bogdanovitch a publié de nombreuses descriptions de lieux saints ainsi que des biographies de saints honorés, des images au contenu moral, religieux et patriotique, des brochures monarchistes destinées au peuple. Il a publié des revues telles que La cathédrale Saint-Isaac et la cathédrale Saint André (ensemble avec Jean de Cronstadt). Il a accompli des voyages à travers la Russie durant lesquels il distribuait généreusement les ouvrages de sa production.

## Famille
Bogdanovitch a payé un lourd tribut du fait de son attachement au tsar et à sa patrie. Deux de ses frères, Oreste et Viktor, sont tombés durant la Guerre de Crimée en défendant Sébastopol, tandis que le troisième est mort au combat en Tchétchénie durant la Guerre du Caucase. Son épouse Alexandra Bogdanovich (1846-1914) était la fille du directeur de l'Académie d'art et d'industrie Stroganov; écrivain-mémorialiste, auteur du livre «Journal de la générale A. V. Bogdanovitch : Chronique du temps des trois derniers Romanof» (en russe : «Три последних самодержца. Дневник А. В. Богданович»). Son fils Nikolaï, devenu haut fonctionnaire est abattu par un révolutionnaire pendant la vague d'attentats terroristes du début du XXe siècle.